# Таловка (приток Карамыша)
Таловка — река, правый приток Карамыша, протекает по территории Красноармейского района Саратовской области России. Длина реки — 15 км, площадь водосборного бассейна — 61,8 км².

## Описание
Таловка начинается около села Луганское. Генеральным направлением течения реки является юго-запад. Южнее пристанционного посёлка Паницкая впадает в Карамыш на высоте 144 м над уровнем моря.

## Данные водного реестра
По данным государственного водного реестра России относится к Донскому бассейновому округу, водохозяйственный участок реки — Медведица от истока до впадения реки Терса, речной подбассейн реки — Дон между впадением Хопра и Северского Донца. Речной бассейн реки — Дон (российская часть бассейна).
Код объекта в государственном водном реестре — 05010300112107000008450.